# تركي النجرس
الشيخ تركي بن علي بن نجرس بن علي بن حسين بن نصر الله، أمير قبائل الثلث. من قبيلة العقيدات الزبيدية الطائية.

## نسبه
ولد الشيخ تركي بك النجرس في مدينة العشارة في محافظة دير الزور عام 1875 لآل النجرس من قبيلة العقيدات، والده الشيخ علي النجرس.

## حياته
قضى طفولته الأولى في كنف والده وتشرب منه ومن اخوته الأخلاق العربية الاصيلة، التحق بمدرسة العشائر في استانبول في تركيا والتي انشاها السلطان عبد الحميد لأبناء شيوخ العشائر والقبائل العربية، تزوج من ابنة عمه الروح بنت الشيخ حسين النجرس وقد انجبت له الشيوخ النوري وعلي وهاشم الملقب بالنشمي أمّا النوري فله بنتان وعلي فله خمسة أولاد وهم الشيوخ (حسين وحاچم وجلال وتركي وأحمد وله خمس بنات)، أما هاشم فله بنت واحدة وهي الأميرة فاطمه النجرس زوجة الأمير مساعد بن عبد العزيز آل سعود وأم الأمير الشاعر عبد الرحمن بن مساعد بن عبد العزيز آل سعود، ولتركي بك ثلاث بنات هن نورة وعليا وفاطمة وهو جد الشيخ فيصل النجرس من جهة امه.

## حياته العسكرية
التحق بالكلية الحربية وتخرج ضابطا برتبة غول اغاسي وبلقب بك أي سنجق بكي زعيم لواء في الجيش العثماني واتقن عدة لغات منها الفرنسية والتركية والإنكليزية وقد قلده السلطان عبد الحميد نيشان شجاعة واقدام على إثر إحدى الحملات العسكرية ثم عين في منطقة حلب ثم في مناطق حمص وحماة وكانت تربطه أواصر الصداقة والاخوة مع شيوخ القبائل في البادية السورية مثل النوري بن شعلان وبرجس بن هديب وراكان المرشد ومجحم بن مهيد ودهام الهادي الجربا وصداقة مع سلطان باشا الاطرش رحمهم الله جميعاً.

## مشيخته
عاد إلى دير الزور لخدمة اهله وخدمة قبائله حيث تولى المشيخة بعد وفاة اخيه عبد الكريم النجرس عام 1917 وكان له الدور الأكبر والرئيسي بين الشيوخ في الدفاع عن مصالح القبيلة وتلبية حاجات افرادها لدرجة أن السلطات العثمانية لم تجند أبناء قبائل الثلث في حياة تركي بك تكريماً له وإجلالا لقدره لقد وهب البيك وقته وحياته لخدمة الناس وتقضية حاجاتهم وقد شكل إدارة محلية في العشارة بعد انسحاب الاتراك عام 1918 من المنطقة، وكان الرقم الصعب في وجه المستعمر الفرنسي فقد كان أحد أبرز قادة الكتلة الوطنية في دير الزور مع كل من محمد بك العايش والشيخ محمد سعيد العرفي ومحمد الفتيح وكانوا قادة الكتلة الوطنية بوجه المستعمر البغيض وكان أهل دير الزور يهتفون في تظاهراتهم ضد المستعمر:
كان له كونه المثقف الوحيد بمنطقته اراء خاصة حول التعامل والنضال والجهاد ضد المستعمر الفرنسي والإنكليزي وما مساعدته لرمضان باشا الشلاش في حركته وامداده بالمال والسلاح ومساعدته للضابط فايز غصين والمجاهد فوزي القاوقجي الا أكبر دليل على وطنية تركي بك وأبو النوري أول نائب للعقيدات في مجلس النواب وكان عضوا في مجلس النواب السوري من عام 1923 إلى عام 1949 دون انقطاع وكان له الدور الأكبر بانقاذ رؤساء القبائل السورية من المندوب السامي الفرنسي عندما طلب منهم بنات للجيش الفرنسي إثر أجتماع تم في بيروت فما كان من البيك إلا أن انتفض وخرج رافعا مسدسه والشيوخ خلفه إذ كان شجاعا مقداما لا يهاب الموت وكان من ابطال الاستقلال بعد انسحاب الفرنسيين حيث شكل حكومة وطنية في العشارة لضبط الأمن وحماية السكان ونجح في ذلك حتى قدوم الحكومة الوطنية وما يزال تركي بك المثل والقدوة لكل الشيوخ من بعده فكان حامل بيرق الثلث والنجرس بجدارة منقطعة النظير.

## الوفاة
توفي في عام 1949م ودفن في مقبرة النجرس في العشارة وخلفه بالمشيخة ابنه الشيخ النوري لكنه توفي بعد والده بفترة قصيرة فخلفه الشيخ علي بن تركي بيك النجرس أبو حسين.